# گکوی دم‌کلفت ایرانی
- با جکوی پلنگی اشتباه نشود.

جکوی دم‌کلفت ایرانی یا جکوی پلنگی غربی (نام علمی: Eublepharis angramainyu) (به انگلیسی: Iranian fat tailed gecko) نوعی مارمولک از تیره جکو است که در مناطق نیمه بیابانی گرم، کوهپایه‌ها در تپه‌های سنگلاخی رسوبی گچی یا آهکی و خرابه‌ها، با پوشش گیاهی بسیار اندک در ایران، عراق، ترکیه، سوریه. یافت می‌شود.